# Условно наклонение
Условното наклонение (лат. кондиционал) е граматическа категория на езика, която означава действието като евентуално възможно, като зависещо от някакви условия. Условното наклонение в българския език има аналитични и синтетични форми, като последните се използват сравнително рядко.

## Формообразуване
Аналитичните форми на български език се образуват със специалната форма бих на спомагателния глагол съм, последвана от миналото свършено деятелно причастие на пълнозначния глагол.
|      | ед.ч.                                              | мн.ч.       |
| ---- | -------------------------------------------------- | ----------- |
| 1 л. | бих учил (м.р.) бих учила (ж.р.) бих учило (ср.р.) | бихме учили |
| 2 л. | би учил (м.р.) би учила (ж.р.) би учило (ср.р.)    | бихте учили |
| 3 л. | би учил (м.р.) би учила (ж.р.) би учило (ср.р.)    | биха учили  |

Пример: Бих учил астрономия, ако имах повече време.
С условно наклонение може също да се изрази учтива молба, въпрос или подкана към събеседника да извърши някакво действие. Подразбираното условие е ако обичаш / ако обичате.
Пример: Би ли отворил прозореца?
У по-стари автори, както и в поезията по метрически съображения, може да се срещне неизменяемо би – за всички лица и числа: аз/ти/той би дошъл, ние/вие/те би дошли. Тези условни форми не са книжовни.
Аналитичните форми на условното наклонение не могат да се преизказват.
Синтетичните (простите) форми се образуват с помощта на онези наставки, с които глаголите от свършен вид образуват глаголи от несвършен вид. Изразяват не просто възможност, а готовност за извършване на действието.
Пример: Ядваш ли, куме, печена кокошка?
|      | ед.ч. | мн.ч.  |
| ---- | ----- | ------ |
| 1 л. | ядвам | ядваме |
| 2 л. | ядваш | ядвате |
| 3 л. | ядва  | ядват  |

В произведения на български автори от XIX век може да се открие употреба и на двата вида форми:
| „          | Да имах мощ, обрисвах ти калта и в твоя чистий бляск те бих показал, и с удара на твойта красота аз хулниците твои бих наказал! | “ |
| Иван Вазов | |   |

За разлика от аналитичните форми, синтетичните имат глаголно време и могат да се преизказват.
Пример: Тази риза не я носвам (изявително сег.вр., 1 л. ед.ч.).
Тази риза преди не я носвах (изявително мин.вр., 1 л. ед.ч.).
Тази риза преди не я носвал (преизказно мин.вр., 3 л. ед.ч. м.р.).

## Чести грешки
Сложните форми на условното наклонение се образуват с минало свършено деятелно причастие: бих учил, бих мислил, бих ходил, бих чел. Недопустимо е използването на минало несвършено деятелно причастие; абсолютно безсмислени (и несъществуващи в българския език) са форми като бих учел, бих мислел, бих ходел, бих четял.

## Особени случаи
Обикновено не се използва условно наклонение в подчиненото изречение, започващо със съюза ако: Ако ти дойдеш с нас, пътуването би било по-весело. В противен случай изречението звучи архаично: Ако ти би дошъл с нас, пътуването би било по-весело. В народното творчество се срещат такива изрази, тъй като то е създадено много отдавна: Да би мирно седяло, не би чудо видяло. (Тук да означава ако.) Още по-стар начин на образуване е структурата да би да + глагол в сегашно време: Нека гори, да би да изгори, у него съм три годин робувал. (вм. да би изгорял). Такива конструкции изразяват по-скоро желание, отколкото условност. Условността е много слаба (само е загатната): нека стане това, ако е възможно. Мълчи, мале, да би занемела! В народната реч да би най-често се изпуска: Убил те бог! = Да те убие бог! Опустял, та се не видял! = Да опустее(ш), та да се не види(ш)! Измътила те черната чума и невярната болест те тръшнала!
Изреченията с минало деятелно причастие звучат като преизказно наклонение, но глаголната форма произхожда всъщност от условното наклонение и изразява желание, което пък е присъщо на повелителното наклонение. В действителност изреченията от последната група е най-логично да бъдат схванати именно като изрази в повелително наклонение. Отпадането на частта да би (скриващо връзката с условното наклонение) се дължи на стремежа към лаконичност, породен от силното чувство на говорещия. Връзката с преизказното наклонение се обуславя от една негова модална употреба – изненада от внезапно установен факт: Я, Иван можел да чете по японски! Емоционални изрази като Убил те бог! са породени от внезапно раздразнение, което кара говорещия да пожелае сбъдването на проклятието толкова силно, че го представя като вече осъществено (сякаш го вижда в действителност). Това обяснява съдържателното припокриване на трите наклонения; те всички изразяват известно дистанциране: сбъдването на събитието не е сигурно (за разлика от изявителното наклонение), а е само желано (при повелителното наклонение) или зависещо от някакво допълнително условие (при условното наклонение) или от надеждността на източника на сведенията (при преизказното наклонение). Споделянето на значения между трите наклонения е възможно поради това, че съответните глаголни форми имат общ произход – от старобългарския конюнктив.